# Rywke Pasamonik

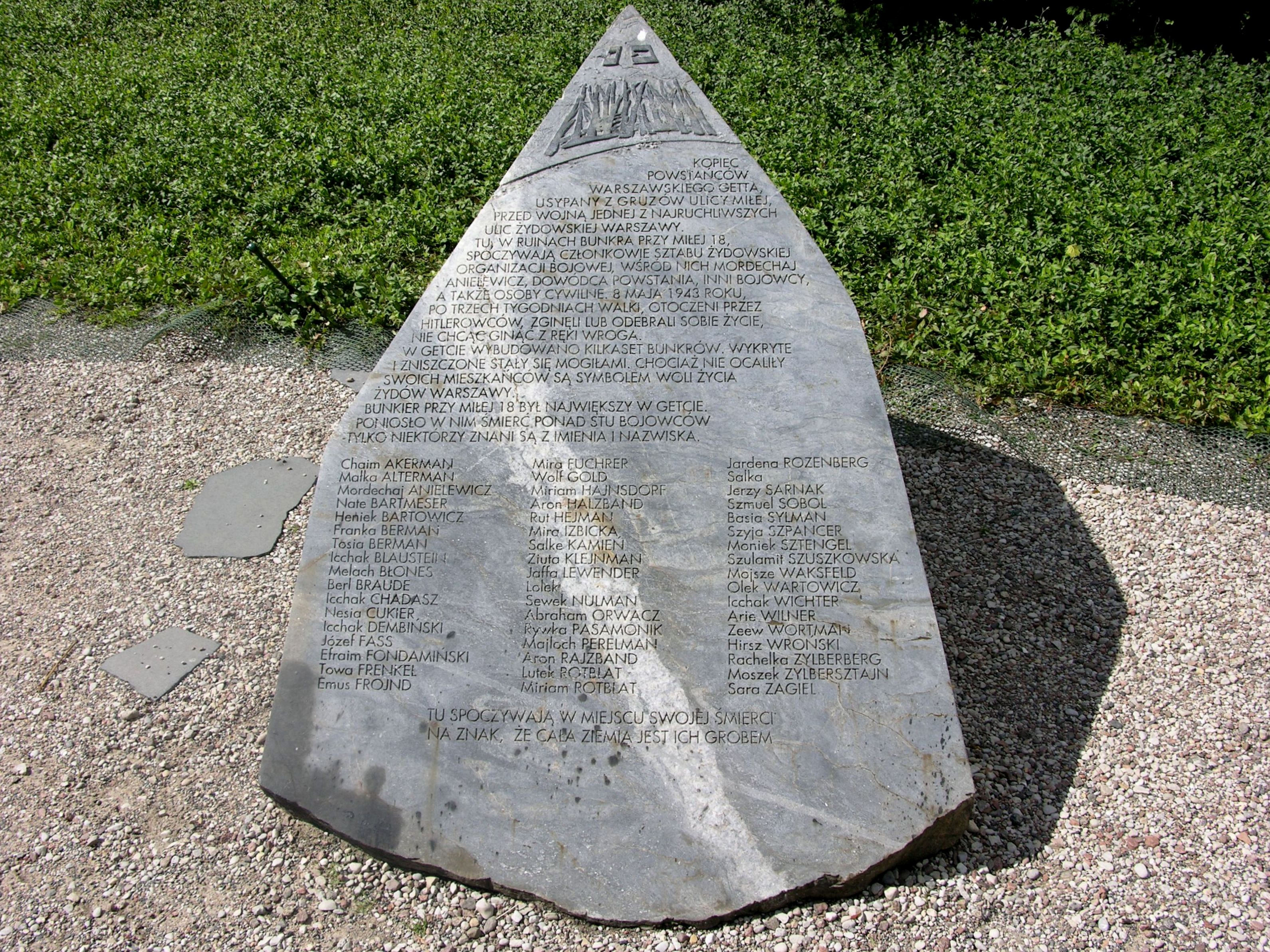
Nazwiska żydowskich bojowników, w tym Rywki Pasamonik, przy pomniku bunkra Miła 18 w Warszawie

Rywke Pasamonik (ur. 1921 w Warszawie, zm. 8 maja 1943 tamże) – uczestniczka walk w powstaniu w getcie warszawskim.      

## Życiorys
Urodziła się w rodzinie biednych i religijnych Żydów z Czerniakowa. Ojciec był mleczarzem i zabrał do getta warszawskiego krowy, które hodował. 
Pamiętana była jako ideowa i odważna uczestniczka walk w powstaniu w getcie warszawskim. Walczyła w grupie Berla Brojde. 8 maja była w bunkrze przy ul. Miłej 18. Popełniła samobójstwo z m.in. z Mordechajem Anielewiczem, wcześniej strzelając do koleżanki.
Jej nazwisko znaleźć można na kamieniu pamiątkowym na Kopcu Anielewicza. W 2020, na 78. rocznicę wybuchu powstania w getcie warszawskim, przy metrze Centrum odsłonięto mural poświęcony kobietom walczącym w powstaniu. Została tam upamiętniona jako jedna z dziewięciu Żydówek.